# Oskar Kiecker
Oskar Kiecker, fälschlich auch Oskar Kieker, (* 1881; † 1960) war ein in Niedersachsen wirkender deutscher Architekt, Denkmalpfleger und Sachbuchautor.

## Ausbildung und Wirken
Oskar Kiecker studierte Architektur an der Technischen Hochschule Hannover, erwarb den akademischen Grad eines Diplom-Ingenieurs und den Titel eines Regierungsbaumeisters, außerdem war er Hochschulassistent bei den Professoren Karl Mohrmann und Gustav Halmhuber.

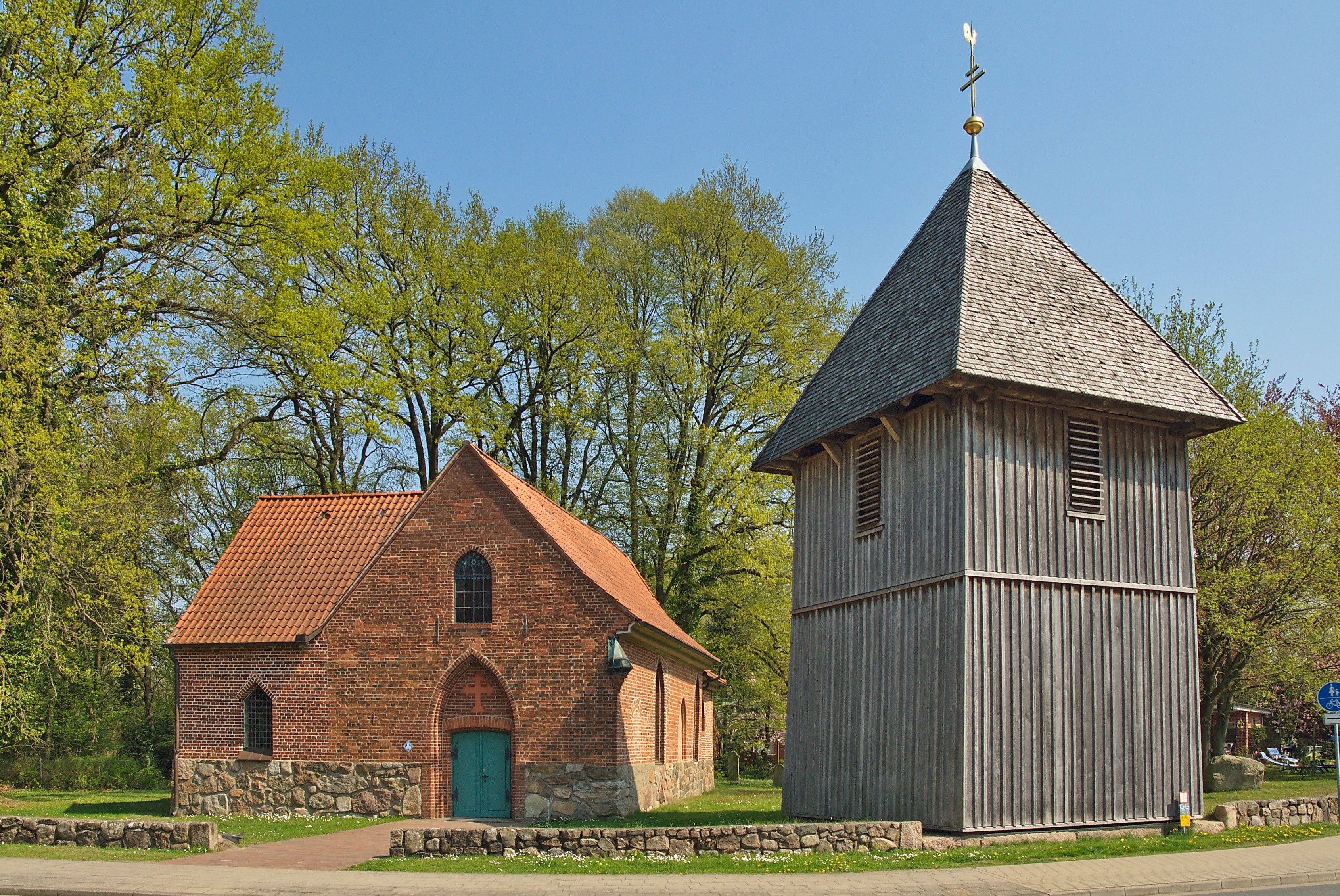
Anbau an der Heilig-Geist-Kirche in Wolterdingen

Oskar Kiecker trat 1925 in der Dienst der hannoverschen Provinzialverwaltung und begann eine 35-jährige Tätigkeit im Dienst der Bestandsaufnahme und Inventarisation der Baudenkmale in Niedersachsen. Er war Mitautor von zehn Kunstdenkmäler-Inventaren (Bände Alfeld, Gifhorn, Goslar-Land, Soltau, Wesermünde I und II, Hadeln und Cuxhaven, Neustadt a. Rbge., Stadt Stade und Landkreis Stade). Noch 1967 wurden Kieckers Bauaufnahme-Zeichnungen in einem Band der Reclams Kunstführer zu den Baudenkmälern der Hansestädte in Niedersachsen und Schleswig-Holstein verwendet.
Als ausgebildeter Architekt war Kiecker nebenbei auch in der Bauplanung tätig: 1925 leitete er den nach eigenem Entwurf gestalteten Anbau an der Heilig-Geist-Kirche in Wolterdingen. 1932 erneuerte er, teilweise mit altem Material, das barocke Bürgermeister-Hintze-Haus in Stade.
Oskar Kiecker war auch künstlerisch als Maler tätig.

## Sonstiges
Während der Zeit des Ersten Weltkriegs hatte Kiecker im Jahr 1916 seinen Wohnsitz in Hannover unter der – damaligen – Adresse Klagesmarkt 31. Zu Beginn der Weimarer Republik zog er spätestens 1920 in das Haus Körnerstraße 23.
Er war Mitglied im Architekten- und Ingenieur-Verein zu Hannover.

## Schriften (Auswahl)
Oskar Kiecker war insbesondere an den Inventaren in der Reihe Die Kunstdenkmäler der Provinz Hannover als Bearbeiter und Mitautor beteiligt, darunter
- Oskar Kiecker, Hans Lütgens (Bearb.): Die Kunstdenkmale des Kreises Gifhorn. Als Anhang Stadt Wolfsburg, Hesslingen und Hehlingen, ehemalige Exklave des Kreises Gardelegen, Provinz Sachsen. (= Die Kunstdenkmäler der Provinz Hannover, Bd. 3, Heft 4.)  Selbstverlag der Provinzialverwaltung, Th. Schulzes Buchhandlung, Hannover 1931. 
als Nachdruck: Wenner, Osnabrück 1980, ISBN 3-87898-186-4 (= Kunstdenkmälerinventare Niedersachsens, Bd. 35).